# Nautse
Nautse (vroeger ook wel Nautsi) is een plaats in de Estlandse gemeente Muhu, provincie Saaremaa. De plaats heeft de status van dorp (Estisch: küla).

## Bevolking
Het dorp had 23 inwoners op 31 december 2011 en 17 inwoners op 31 december 2021.

## Ligging
De plaats ligt aan de westkust van het eiland Muhu, ten noorden van de dam die Muhu met het buureiland Saaremaa verbindt. In Nautse ligt een struisvogelboerderij, waar ook andere dieren als zebra's, kangoeroes en alpaca's worden gehouden.

## Geschiedenis
Nautse werd voor het eerst genoemd in 1617 of 1618 onder de naam Nauze Lüll. In 1645 stond de plaats bekend als Nauze, in 1798 als Nautse. Het dorp lag oorspronkelijk op het landgoed Mohn-Großenhof (Suuremõisa) en na 1750 op het landgoed van Nurms (Nurme).